# Michael Condron
Michael Condron (Toronto, 28 novembre 1985) è un attore britannico.

## Biografia
Nato in Canada, ma di nazionalità nordirlandese, Condron ha studiato teatro all'università di Coleraine, dove si è laureato nel 1999.
Molto attivo in teatro e legato alle produzioni del Lyric Theatre di Belfast, ha partecipato anche a varie produzioni televisive, tra le quali si ricordano il ruolo di Ricky nel cast fisso di Number 2s, e quello di Bowen Marsh, primo attendente dei Guardiani della notte, nella serie HBO Il Trono di Spade (Game of Thrones). Nel 2008 interpreta Robert McGladdery, l'ultima persona a essere giustiziata in Irlanda del Nord nel 1961, nel film BBC Last Man Hanging. Tra il 2018 e il 2020 è tra i protagonisti della sitcom nordirlandese Soft Border Patrol.
Nel 2022 entra nel cast principale della soap opera Coronation Street nel ruolo di Griff Reynolds.

## Filmografia

### Cinema
- Keith Lemon: The Film, regia di Paul Angunawela (2012)
- High-Rise - La rivolta (High-Rise), regia di Ben Wheatley (2015)
- Solitary, regia di Luke Armstrong (2020)
- Doineann, regia di Damian McCann (2021)
- Distortion, regia di Rhiann Jeffrey (2021)

### Televisione
- I Was the Cigarette Girl – cortometraggio TV (2001)
- Pulling Moves – serie TV, 1 episodio (2004)
- I Tudors (The Tudors) – serie TV, 1 episodio (2007)
- Fairy Tales – miniserie TV, 1 puntata (2008)
- Last Man Hanging – film TV (2008)
- Number 2s – serie TV, 6 episodi (2015)
- Il Trono di Spade (Game of Thrones) – serie TV, 10 episodi (2015-2016)
- Soft Border Patrol – serie TV, 7 episodi (2018-2020)
- Hope Street – serie TV, 1 episodio (2021)
- Coronation Street – soap opera, 42 episodi (2022-2024)
- Pickle Storm – serie TV, 7 episodi (2024)
- Say Nothing – miniserie TV, 3 puntate (2024)
- Art Detectives – serie TV, 1 episodio (2025)

## Teatro (parziale)
- Mojo-Mickybo, regia di Karl Wallace (Lyric Theatre Studio, Hammersmith, 2003)[8][9]
- A Very Weird Manor, regia di Ian McElhinney (Lyric Theatre, Belfast, 2005)[10]
- Mirandolina, regia di Jonathan Munby (Royal Exchange, Manchester, 2006)[11]
- Molto rumore per nulla (Much Ado About Nothing), regia di Rachel O'Riordan (Lyric Theatre, Belfast, 2007)[12]
- To Be Sure, regia di Tim Loane (Lyric Theatre, Belfast, 2007)[13]
- Macbeth, regia di Lynne Parker (Lyric Theatre, Belfast, 2012)[14]
- The Boat Factory, regia di Philip Crawford (59E59 Theaters, New York, 2013)[15][16]
- Lally the Scut, regia di Michael Duke (The MAC, Belfast, 2015)[17]
- Love or Money, regia di Stephen Kelly (Lyric Theatre, Belfast, 2016)[18]
- I trentanove scalini (The 39 Steps), regia di Lisa May (Lyric Theatre, Belfast, 2016)[2][19]
- Smiley, regia di Conall Morrison (Lyric Theatre, Belfast, 2016)[20]
- Sinners, regia di Mick Gordon (Lyric Theatre, Belfast, 2017)[21]